# Шибанова, Анна Сергеевна
А́нна Серге́евна Шиба́нова (род. 10 ноября 1994, Омск) — российская хоккейная защитница, член сборной России (с 2009 года). В 14 лет переехала из Омска в Уфу. Выступает за клуб «Агидель» (Уфа) под номером 70, в составе которого становилась Чемпионкой России. В составе сб. России завоевала бронзу на Чемпионате мира-2013.
Первый тренер — А. Пахотин, сейчас тренеры — Д. Афиногенов, С. Трудаков.
Сестра-близнец Татьяна выступает за ХК «Томирис» Астана, на позиции нападающего.
12 декабря 2017 года решением Международного олимпийского комитета за нарушение антидопинговых правил аннулированы результаты полученные на Олимпийских игр 2014 года в Сочи и пожизненно отстранена от участия в Олимпийских играх. В её анализах найдены следы ДНК других людей: как минимум трёх разных мужчин и одной женщины, аномально высокий уровень соли, а также царапины на пробирках с допинг-пробами.